# 道剌特·別兒迪
道剌特·別兒迪（？—1432年），是金帳汗國的汗從1419年統治到1421年，再從1428年到1432年他駕崩為止。
他的第一個王朝是短暫的，從1419年持續到1421年，他和他的對手兀魯·穆罕默德一起被八剌擊敗，之後汗國由八剌統治。八剌於1427年被暗殺，道剌特確立了自己在克里米亞的地位。兀魯·穆罕默德在1430年企圖侵犯他的領土，但未能戰勝反而被迫逃至立陶宛大公維陶塔斯。
由於哈吉·格來的努力，道剌特·別兒迪從來沒有能夠鞏固對克里米亞的控制。他在1432年被暗殺。他的兒子阿赫馬德無法抵抗兀魯·穆罕默德和克里米亞韃靼人聯軍，導致克里米亞汗國的成立。
他的一位女兒可能是特拉布宗約翰四世的妻子。
| 前任者： 賈巴爾·別兒迪 | 金帳汗國君主 （與兀魯·穆罕默德爭位） 1419年–1421年 | 繼任者： 八剌汗            |
| 前任者： 八剌汗        | 金帳汗國君主 （與兀魯·穆罕默德爭位） 1427年–1432年 | 繼任者： 賽亦得·阿黑麻一世 |